# Ruta Estatal de California 259
La Ruta Estatal de California 259, abreviada SR 259 (en inglés: California State Route 259) es una carretera estatal estadounidense ubicada en el estado de California. La carretera inicia en el Norte desde la I 215     en San Bernardino en sentido Sur hasta finalizar en la SR 210     en San Bernardino. La carretera tiene una longitud de 2,4 km (1.48 mi).

## Mantenimiento
Al igual que las autopistas interestatales, y las rutas federales y el resto de carreteras estatales, la Ruta Estatal de California 259 es administrada y mantenida por el Departamento de Transporte de California por sus siglas en inglés Caltrans.